# Татаринович, Пётр Станиславович

Прелат Пётр Татарино́вич

Пётр Станисла́вович Татарино́вич (бел. Пётр Станіслававіч Татарыновіч; 2 (14) июня 1896, д. Гайнин, Слуцкого уезда Минской губернии — 3 сентября 1978, Рим) — белорусский религиозный и политический деятель, католический священник, папский прелат, писатель и переводчик. Доктор богословия.
Литературные псевдонимы: Пётра Задума, Мядзьведзіцкі.

## Биография
Из крестьян. Обучался в Санкт-Петербургской духовной семинарии, затем в Минской римско-католическая семинарии. Во время обучения участвовал в белорусском национально-религиозном движении.
12 июля 1921 года рукоположён в священники. Во время службы иподиаконом проповедовал на белорусском языке. В 1921—1922 служил в Пинске, преподавал в Низшей духовной семинарии в Новогрудке. В 1922 году назначен префектом начальных и средних школ г. Барановичи. В 1927—1931 годах — приходский священник с. Домачево, 1932—1939 — Столина.
С 1928 — член Центрального Комитета Белорусской христианской демократии.
С 1929 года сотрудничал с белорусскими религиозными изданиями «Krynica», «Chryścijanskaja Dumka», печатался на страницах униатского журнала «Да злучэньня» (1932—1937).
После установления советской власти в Белоруссии, спасаясь от репрессий, в 1940 году бежал в зону немецкой оккупации. Поселился в Варшаве, где преподавал в белорусской школе, служил настоятелем костёла святого Мартина.
В 1944 перед началом варшавского восстания выехал в Вильно, затем в Германию. В октябре 1945 года эмигрировал в Рим.
В 1945—1949 обучался в Папском восточном институте. С сентября 1950 по 1975 издавал белорусский католический журнал «Źnič». В 1950 году организовал и до 1970 возглавлял белорусскую службу Радио Ватикана.
В 1949 году издал белорусский молитвенник «Голас душы».
21 января 1964 года был назначен руководителем священников латинского обряда среди белорусской эмиграции.

## Творчество
Автор книг
- Сьвяты Ізідар хлебароб (1928)
- Вялікія людзі (1930)
- Купальле (1930)
- Шляхам дзіваў і ўражаньняў (1934)
- Зярняткі з роднай юнацкай нівы

Перевел на белорусский язык и издал большую часть «Нового Завета» (Евангелия и Деяния святых апостолов (1954), Апостольские Послания (1974)), которые снабдил комментариями; роман Г. Сенкевича Quo vadis (1956) и др.